# Anthobiodes
Anthobiodes là một chi bọ cánh cứng trong họ Chrysomelidae.
Chi này được Weise miêu tả khoa học năm 1887.

## Các loài
Các loài trong chi này gồm:
- Anthobiodes angustus Allard, 1876
- Anthobiodes heydeni Allard, 1870
- Anthobiodes turcicus Medvedev 1975